# Alta Val d'Enza
L'Alta Val d'Enza è una valle italiana formata del corso del torrente Enza. Situata nel tratto tra i più impervi dell'Appennino Tosco-Emiliano racchiude e delimita la valle principale ed una serie di vallate nate dal corso di alcuni torrenti e rii che confluiscono nel corso principale. Luogo di interesse storico medioevale e naturalistico, l'Alta Val d'Enza è situata nel Parco nazionale dell'Appennino Tosco-Emiliano; storicamente costituiva il cuore delle Terre Matildiche e la dorsale principale della Valle dei Cavalieri.

## Geografia
I comuni che la compongono sono, a partire dal passo del Lagastrello, Comano in provincia di Massa e Carrara, Ventasso in provincia di Reggio nell'Emilia, Monchio delle Corti e Palanzano in provincia di Parma.

## Storia
L'area storica seppur mai densamente abitata ha costituito una serie di insediamenti stabili sicuramente e continuativamente abitati a partire dal periodo medioevale di Carlo Magno, che forse fu il primo ad utilizzarli; la vallata costituiva il naturale passaggio verso il mare, zona di ricchezze e traffici di ogni genere, incluso il sale (ed il suo trasporto), e la zona padana. La vallata era costellata da postazioni fortificate che dominavano le linee ottiche dei passaggi; attorno alle rocche fortificate in pietra di fiume si stabilizzavano i primi agglomerati rurali. La natura selvaggia ed impervia rendeva queste rocche praticamente inespugnabili per ogni esercito convenzionale in quanto i passaggi angusti, le ripide pendenze ed i viottoli sconnessi non permettevano un massiccio spiegamento di uomini e mezzi mentre viceversa poche persone arroccate potevano dissuadere con fuoco, massi, frecce ed ogni tipo di proiettile i malcapitati che si portavano all'attacco di questi microborghi agguerriti. 
Il risultato fu che questi luoghi, vuoi per l'asprezza della natura, vuoi per la strenua resistenza locale, rimasero un'area indipendente ed incontrollabile dai grandi imperi; dall'epoca della morte dell'ultima sovrana locale Matilde di Canossa i signori dell'Alta Val d'Enza si confederarono in un commune militum denominato Valle dei Cavalieri ed autogovernatisi fino al Quattrocento. In seguito l'Alta Val d'Enza fu annessa al Ducato di Parma e il suo territorio venne amministrato dal comune di Vairo. Nel 1847, in virtù del trattato di Firenze i territori parmensi posti alla destra dell'Enza, come Succiso, Cecciola e Miscoso, vennero annessi al Ducato di Modena.

## L'Enza

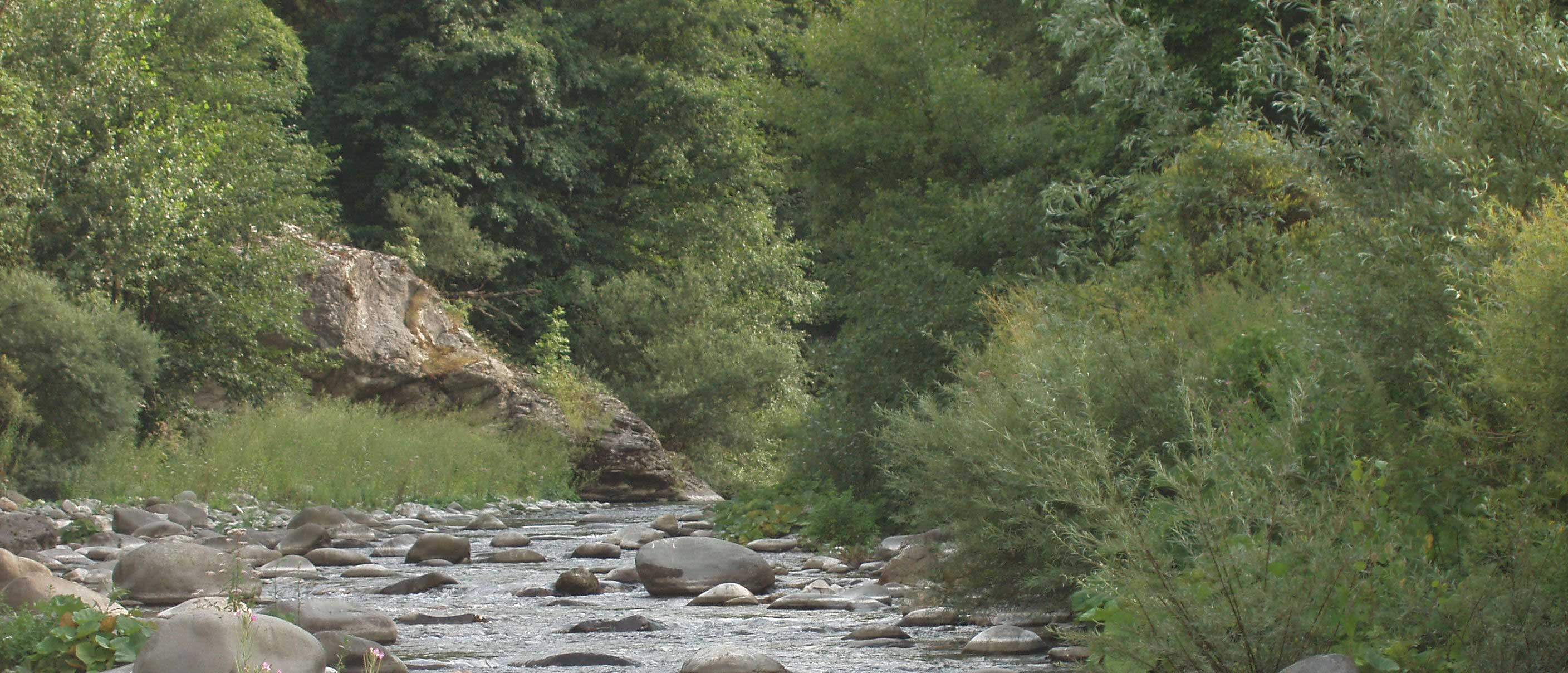
Alto corso del torrente Enza in estate

L'Enza nasce dal Monte Palera' e riceve le acque di affluenti  da cime di oltre 2000 metri sull'Appennino tosco-emiliano (come l'Alpe di Succiso), in territorio al confine tra Toscana ed Emilia, formando a 1.157 metri il bacino detto Lagastrello sviluppa poi il suo corso di oltre 90 km , separando le province di Parma e Reggio Emilia. Il torrente si incunea tortuosamente tra le rocce e le foreste dell'Appennino formando una stretta vallata profonda parecchie centinaia di metri. Durante l'autunno ha delle grosse piene talvolta superiori ai 1.000 m³/sec e durante tutta la primavera riceve il contributo di scioglimento delle nevi delle cime appenniniche che in questo settore superano anche i 2000 metri; per il resto dell'anno ha un carattere tranquillo e costantemente moderato dalle chiuse del bacino idroelettrico di Paduli.
In alcuni tratti è meta per appassionati di rafting, canoa e kayak.

## Flora e fauna
L'Alta Val d'Enza ospita una ricca varietà di fauna appenninica con animali anche di grossa taglia, dagli ovini ai daini e cinghiali, dai caprioli ai roditori e vespertilionidi, oltre ai rapaci e predatori come mustelidi, aquile, poiane, falchi, serpenti (vipere incluse) e varietà di canidi (Lupo italico incluso). A questi vanno aggiunti gli animali da allevamento, a volte reinselvatichiti, come maiali, vacche, felini e numerosi cavalli i quali proprio in questi luoghi originavano anticamente in una varietà locale autoctona molto conosciuta ed apprezzata a livello internazionale (cavallo del Ventasso). Nelle acque tra gli organismi vertebrati si ritrovano facilmente trote (trota fario), diverse specie di ciprinidi e, in alcuni periodi dell'anno, caratteristiche specie di anfibi quali alcuni anuri (rospo comune, rana italica, rana temporaria e rana agile) e urodeli come il tritone crestato, il tritone alpestre e il tritone punteggiato. Nelle alte faggete appenniniche si rinviene anche la salamandra pezzata, specie spiccatamente terrestre.
Da notare che nell'Alta Val d'Enza la pesca e la caccia sono consentite ma con numerose restrizioni geografiche, temporali e limitate nelle modalità tecniche.

## Borghi
Tutta la vallata è costellata da piccoli borghi arroccati su rilievi rocciosi prospicienti al torrente ed agglomeratisi attorno a rocche o casetorri.
I primi accampamenti fortificati protourbani di questa zona risalgono al IX secolo.